# Shūga Arai
Shūga Arai (japanisch 荒井 秀賀 Arai Shūga; * 29. Oktober 1999 in Yamagata) ist ein japanischer Fußballspieler.

## Karriere
Arai erlernte das Fußballspielen in der Jugendmannschaft von Vegalta Sendai. Seinen ersten Vertrag unterschrieb er 2018 beim Tochigi SC. Der Verein spielte in der zweithöchsten Liga des Landes, der J2 League. 2018 wurde er an den Blancdieu Hirosaki ausgeliehen. Der Verein spielte in der fünften Liga, der Tohoku Soccer League (Div.1). Hier bestritt er 16 Ligaspiele. Nach einer Spielzeit kehrte er zum Tochigi SC zurück. Nach vier Ligaspielen für Tochigi wechselte er im Januar 2021 zum Fünftligisten Okinawa SV. Der Verein spielte in der Kyushu Soccer League. 2021 und 2022 wurde er mit dem Klub Meister der Liga. 2022 stieg er mit Okinawa in die vierte Liga auf.

## Erfolge
Okinawa SV
- Kyushu Soccer League: 2021, 2022